# Comechingonia
Comechingonia. Revista de Arqueología, conocida comúnmente como Comechingonia, es una revista académica publicada en la ciudad de Córdoba por el Centro de Estudios Históricos Carlos S.A. Segreti. En esta revista se publican artículos científicos de arqueología americana por parte de investigadores argentinos y extranjeros.

## Objetivos e historia
La revista fue fundada en el año 1983, siendo su impulsor y primer director el Dr. Eduardo Berberián. El objetivo de la misma fue cubrir una vacancia de publicaciones académicas sobre temáticas arqueológicas en la región central de la Argentina. El nombre dado a la revista hace referencia a las parcialidades indígenas comechingonas que tenían su área de expansión en la región que actualmente ocupa la provincia de Córdoba.
En su primera etapa, la revista logró publicar 8 números en los que se publicaron trabajos originales de temáticas arqueológicas y etnohistóricas. También se publicaron algunos números especiales con investigaciones integrales o actas de congresos internacionales. Durante esta etapa tuvo escasa periodicidad en la publicación de los números producto de los avatares económicos que aquejaron a la Argentina en las últimas décadas del siglo XX, y la falta de continuidad en el financiamiento del sistema científico-tecnológico. Por ejemplo, en 1983 salieron los volúmenes 1 y 2, en 1984 los 3 y 4; mientras que en 1987 salió el volumen 5 y al año siguiente el volumen 6. Los volúmenes 7 y 8 salieron espaciados varios años, el primero en 1991 y el segundo en 1995, producto de las dificultades económicas que tuvo el país durante esos años.  
Este último volumen significó el cierre de la revista, hasta que fue retomada en el año 2006 por los discípulos del Dr. Berberián, quienes decidieron relanzar la revista para brindar un espacio de difusión a la creciente actividad académica en el ámbito de la arqueología durante la primera década del siglo XXI. En esta nueva etapa, comenzó a ser editada en el Centro de Estudios Históricos Carlos S.A. Segreti, una Unidad Asociada del Consejo Nacional de Investigaciones Científicas y Técnicas (CONICET). Desde entonces, a continuado publicándose de forma ininterrumpida, aumentado la frecuencia hasta ser cuatrimestral (tres números al año), y ha sido indexada en numerosas bases de datos bibliográficas. Hoy en día se encuentran todos sus números digitalizados y disponibles online de forma gratuita. Se trata de una revista de acceso abierto bajo una licencia Creative Commons (CC BY-SA 4.0) y los artículos publicados son revisados por pares.

## Indexación
La revista Comechingonia se encuentra indizada en las siguientes plataformas de evaluación de revistas: DOAJ (Directory of Open Access Journals), LATINDEX Catálogo v2.0, Núcleo Básico de Revistas Científicas Argentinas (CAICYT-CONICET), Red Iberoamericana de Innovación y Conocimiento Científico (REDIB), Red Latinoamericana de Revistas en Ciencias Sociales (LatinRev), ROAD, Index Copernicus, JournalsTOC, CiteFactor. Academic Scientific Journals.